# Lorenzo Cruz de Fuentes

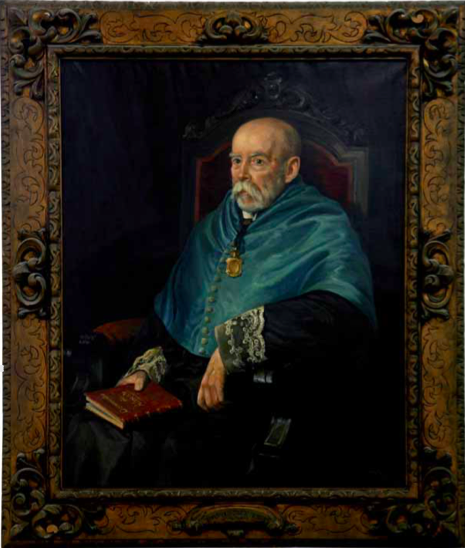
Lorenzo Cruz de Fuentes (1925)

Lorenzo Cruz de Fuentes (Almonte, 1855-Sevilla, 1932) fue un escritor, historiador y profesor español.

## Biografía
Habría nacido en 1855. Natural de la localidad onubense de Almonte, obtuvo el Grado de Licenciado en Filosofía y Letras en 1878 con sobresaliente y de Teología en 1881, siendo alumno de Federico de Castro en metafísica y de Manuel Sales y Ferré. Obtuvo igualmente la Cruz de Alfonso XII en 1911 como director del IES La Rábida. También dedicó parte de su vida a estudiar y conmemorar a Cervantes. Fue catedrático auxiliar del Instituto de Jerez (1881), y en propiedad de Retórica en el de Cabra (1893), y de Lengua y Literatura castellana en el de Huelva (1898), además de director de este último instituto. Entre sus obras se contaron títulos como Discurso sobre el "Quijote" (Huelva, 1905), Gertrudis Gómez de Avellaneda, Autobiografía y Cartas (Madrid, 1907, 1914) y Almonte, documentos de las fundaciones religiosas y benéficas de la villa (Huelva, 1908). Falleció en 1932 en Sevilla. Tiene un busto de bronce en la calle Avenida de los Cabezudos, en Almonte.